# 六瓣景天属
六瓣景天属（学名：Pseudosedum）又称假景天属、合景天属，是景天科下的一个属，为灌木或亚灌木植物。该属共有10种，分布于中亚。